# Jacques Villain (ingénieur)
Pour les articles homonymes, voir Villain.
Ne pas confondre avec Jacques Villain, physicien français, membre de l'Académie des Sciences
Jacques Villain, né le 18 septembre 1947 à Coutances et mort le 15 septembre 2016 à Villejuif est un ingénieur français spécialisé dans  les missiles et la propulsion spatiale. C'était également un écrivain spécialiste de l'histoire de la conquête de l'espace.

## Carrière professionnelle
Ingénieur de formation, Jacques Villain entame sa carrière en 1970 à la direction technique des engins où il travaille durant 13 ans sur les systèmes de guidage des missiles. En 1983, il entre à la société européenne de propulsion à Vernon (Eure) où il travaille sur la propulsion des lanceurs Ariane avant de devenir directeur de la communication. En 1988, il intègre Snecma puis le groupe Safran en 2005 où il dirige le bureau des affaires spatiales internationales.

## Travaux
Jacques Villain a rédigé une vingtaine d'ouvrages et de nombreux articles sur l'histoire de la conquête spatiale, la dissuasion nucléaire française et l'intelligence économique. Il était membre de l'Académie de l'air et de l'espace (ANAE) et de l’Académie internationale d'astronautique (IAA). Il avait contribué en 1999 à la création de l'Institut français d'histoire de l'espace (IFHE).

## Vie personnelle
Marié, père de deux enfants, Jacques Villain  était chevalier de l'ordre national du Mérite, officier des palmes académiques, titulaire de diverses distinctions de l'OTAN et colonel de la Réserve citoyenne de l'Armée de l'air. Ses passe-temps étaient l'égyptologie et le cyclotourisme. Partageur, il avait donné plusieurs conférences, aussi bien dans le cadre de spécialistes que dans les écoles, et participait régulièrement à des émissions de radio ou de télévision. Il est décédé d'un cancer et ses obsèques ont eu lieu le 22 septembre 2016 dans la ville de Voisins-le-Bretonneux (Yvelines), où il s'était installé.

## Publications
- L'aventure millénaire des fusées, Paris, Pocket, juin 1993, 127 p. (ISBN 2-266-05242-X)
- Baïkonour, la porte des étoiles, Paris, Armand Colin, décembre 1997, 256 p. (ISBN 2-200-21546-0)
- À la conquête de la Lune : la face cachée de la compétition américano-soviétique, Paris/Puteaux, Éditions Larousse, 1998, 255 p. (ISBN 2-03-518230-1)
- Mir : le voyage extraordinaire, Paris, Le Cherche midi, 2001, 140 p. (ISBN 2-86274-884-6)
- Dans les coulisses de la conquête spatiale, Toulouse, Éditions Cépaduès, 2003, 220 p. (ISBN 2-85428-596-4)
- 1957-2007, 50 années d'ère spatiale : chronologie des évènements majeurs, Toulouse, Éditions Cépaduès, octobre 2007, 159 p. (ISBN 978-2-85428-755-4)
- À la conquête de l'espace : de Spoutnik à l'homme sur Mars, Paris, Vuibert, 2007, 315 p. (ISBN 978-2-7117-4035-2)
- Au sein du dialogue : récit, Nantes, Éditions Amalthée, 2008, 38 p. (ISBN 978-2-310-00016-1)
- Satellites espions : histoire de l'espace militaire mondial, Paris, Vuibert, avril 2009, 232 p. (ISBN 978-2-7117-2498-7)
- Irons-nous vraiment un jour sur Mars ?, Paris, Vuibert, février 2011, 121 p. (ISBN 978-2-311-00439-7)
- Le livre noir du nucléaire militaire, Fayard, 2014  (ISBN 978-2-213-66679-2)

## Documentaires
- 1997 : L'Histoire secrète de la conquête spatiale de Reynold Ismard
- 2000 : La Fusée Ariane : un succès de l'Europe ! d'André Annosse
- 2004 : Les Missiles de la terreur d'André Annosse

## Distinctions

### Décorations
- Officier de l'ordre des Palmes académiques [3]
- Chevalier de l'ordre national du Mérite [3]

### Récompenses
- Prix Roberval, grand public, pour À la conquête de la Lune : la face cachée de la compétition américano-soviétique, Paris/Puteaux, Éditions Larousse, 1998, 255 p. (ISBN 2-03-518230-1) (1999)
- Membre de l'Académie de l'air et de l'espace, correspondant en 1994 et titulaire en 1996[3]